# Kousje

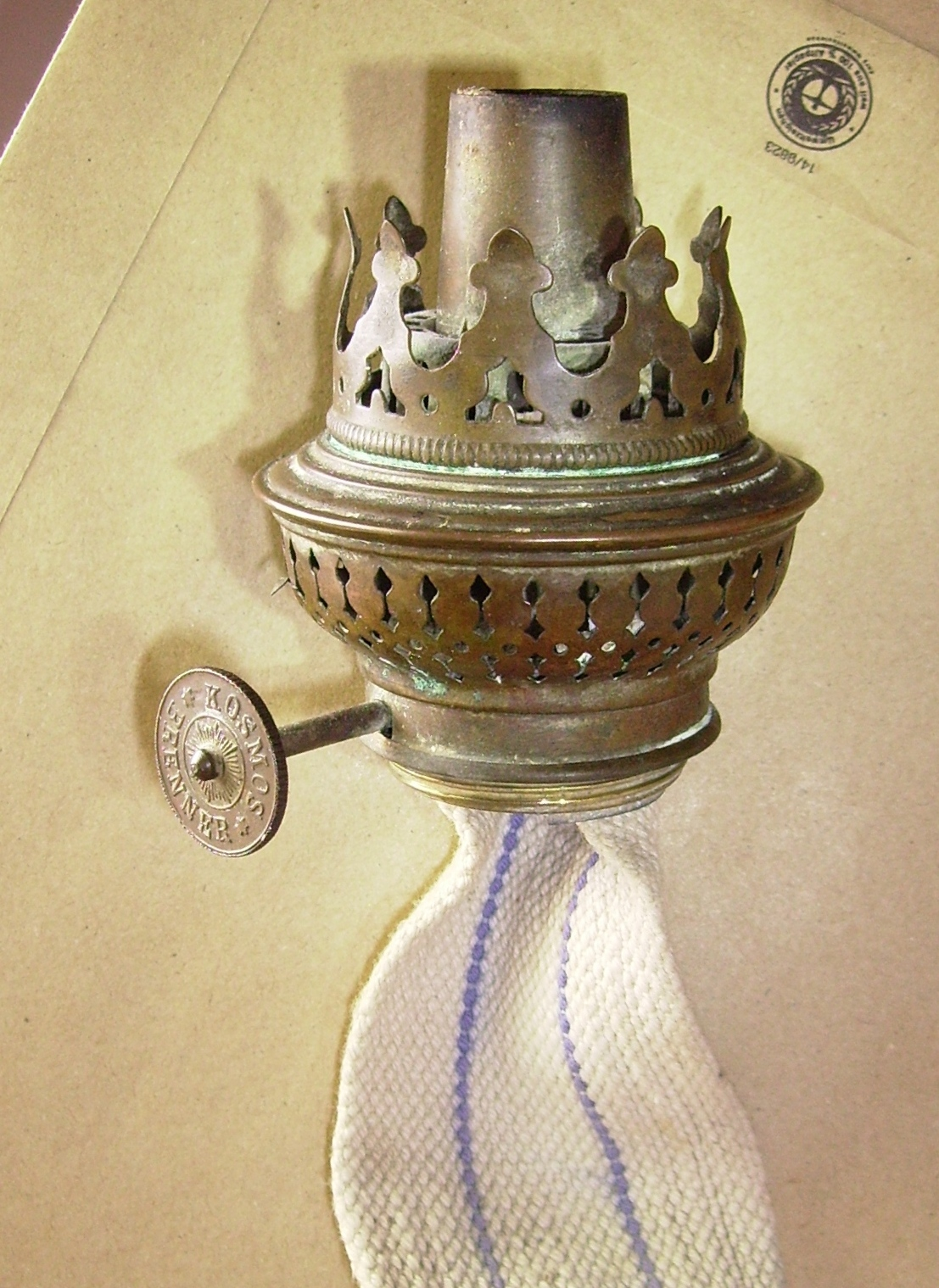
Kousje (onder)

Een kousje of pit is een lont van katoen die  door capillaire werking petroleum opzuigt die vervolgens wordt verbrand om verlichting of warmte te geven.
Het kousje bestaat uit een geweven stuk katoen van bepaalde lengte en breedte. De petroleumlamp of het petroleumstel heeft een petroleumreservoir waarin het kousje hangt. Daarboven bevindt zich de lamp of het kookgedeelte. Erin bevindt zich een smalle rechtopstaande opening of gleuf, waar het kousje doorheen gevoerd wordt. Dat moet precies passen in de opening. Aan de bovenkant wordt het kousje aangestoken met een lucifer, waarna een gecontroleerde vlam ontstaat. De kous zuigt de petroleum op en verbrandt aan de bovenkant van de gleuf deze brandstof.
Aan de opening is een draaiwieltje gekoppeld waardoor de kous omhoog of omlaag gedraaid kan worden. Hoe verder het kousje eruit steekt, hoe harder het gaat branden.
Bij een petroleumlamp wordt ter beveiliging een lampenglas om de vlam heen geplaatst. Aan de basis van het kousje zijn gleuven aanwezig waardoor lucht naar de brandende lont wordt gezogen. Bij een petroleumstel is de kous veel breder, deze pit wordt door een gleuf geleid en geeft een brede vlam die de pan, die op het stel is geplaatst, verwarmt.
Een kousje moet voldoende lengte hebben om de petroleum te bereiken, want het systeem berust op het verbranden van de via de lont opgezogen brandstof.